# Anna Caterina Gonzaga
Anna Caterina Gonzaga, in religione Anna Giuliana (Mantova, 17 gennaio 1566 – Innsbruck, 3 agosto 1621), fu arciduchessa d'Austria e contessa di Tirolo. Rimasta vedova, abbracciò la vita religiosa nel terz'ordine dei Servi di Maria e fondò una comunità di terziarie a Innsbruck.

## Biografia
Era figlia di Guglielmo Gonzaga, duca di Mantova e del Monferrato e di Eleonora d'Austria, figlia dell'imperatore Ferdinando I d'Asburgo.
Alla morte di suo padre ereditò il ducato suo fratello Vincenzo I Gonzaga.
Anna Caterina sposò a Innsbruck il 14 maggio 1582 lo zio materno Ferdinando II d'Austria, vedovo due anni prima di Filippina Welser da cui aveva avuto i figli Andrea, Carlo, Maria e Filippo. Anna Caterina diede anch'ella al marito quattro figli. Rimasta vedova, abbracciò la vita religiosa nel terz'ordine servita prendendo il nome di suor Anna Giuliana e si ritirò in convento a Innsbruck.
Caterina incrementò la ricca pinacoteca del marito all'interno del castello di Ambras ed aggiunse parecchi ritratti dei Gonzaga.
Subito dopo la sua morte, ha cominciato a crescere la devozione per Anna come santa. Nel 1693 venne aperto dal vescovo di Bressanone conte Johann Franz von Khuen zu Liechtenberg, un processo per la sua canonizzazione. La causa, però, non è mai proseguita.
Anna Giuliana, assieme alla figlia Maria d'Austria, venne sepolta nella chiesa dei Servi di Maria di Innsbruck, chiesa del convento da lei stessa fondato.

## Discendenza
Ferdinando ed Anna Caterina ebbero quattro figli:
- Marta (1582);
- Anna Eleonora (26 giugno 1583-15 gennaio 1584);
- Maria d'Austria (16 giugno 1584-2 marzo 1649), suora;
- Anna d'Austria (4 ottobre 1585-15 dicembre 1618), che sposò l'imperatore Mattia d'Asburgo.

## Ascendenza
|                        |                     |                             | Genitori                     |  |  | Nonni |  |  | Bisnonni             |  |  | Trisnonni          |  |
|                        |                     |                             |                              |  |  |       |  |  | Francesco II Gonzaga |  |  | Federico I Gonzaga |  |
|                        |                     |                             |                              |  |  |       |  |  | Francesco II Gonzaga |  |  | Federico I Gonzaga |  |
|                        |                     | Margherita di Baviera       |                              |  |  |       |  |  | Francesco II Gonzaga |  |  |                    |  |
| Federico II Gonzaga    |                     |                             |                              |  |  |       |  |  | Francesco II Gonzaga |  |  |                    |  |
|                        |                     | Isabella d'Este             | Ercole I d'Este              |  |  |       |  |  |                      |  |  |                    |  |
|                        |                     | Isabella d'Este             | Ercole I d'Este              |  |  |       |  |  |                      |  |  |                    |  |
|                        |                     | Isabella d'Este             | Eleonora d'Aragona           |  |  |       |  |  |                      |  |  |                    |  |
| Guglielmo Gonzaga      |                     | Isabella d'Este             |                              |  |  |       |  |  |                      |  |  |                    |  |
|                        |                     | Guglielmo IX del Monferrato | Bonifacio III del Monferrato |  |  |       |  |  |                      |  |  |                    |  |
|                        |                     | Guglielmo IX del Monferrato | Bonifacio III del Monferrato |  |  |       |  |  |                      |  |  |                    |  |
|                        |                     | Guglielmo IX del Monferrato | Maria Branković              |  |  |       |  |  |                      |  |  |                    |  |
| Margherita Paleologa   |                     | Guglielmo IX del Monferrato |                              |  |  |       |  |  |                      |  |  |                    |  |
|                        |                     | Anna d'Alençon              | Renato d'Alençon             |  |  |       |  |  |                      |  |  |                    |  |
|                        |                     | Anna d'Alençon              | Renato d'Alençon             |  |  |       |  |  |                      |  |  |                    |  |
|                        |                     | Anna d'Alençon              | Margherita di Lorena         |  |  |       |  |  |                      |  |  |                    |  |
| Anna Caterina Gonzaga  |                     | Anna d'Alençon              |                              |  |  |       |  |  |                      |  |  |                    |  |
|                        | Filippo I d'Asburgo | Massimiliano I d'Asburgo    |                              |  |  |       |  |  |                      |  |  |                    |  |
|                        | Filippo I d'Asburgo | Massimiliano I d'Asburgo    |                              |  |  |       |  |  |                      |  |  |                    |  |
|                        | Filippo I d'Asburgo | Maria di Borgogna           |                              |  |  |       |  |  |                      |  |  |                    |  |
| Ferdinando I d'Asburgo | Filippo I d'Asburgo |                             |                              |  |  |       |  |  |                      |  |  |                    |  |
|                        |                     | Giovanna di Castiglia       | Ferdinando II d'Aragona      |  |  |       |  |  |                      |  |  |                    |  |
|                        |                     | Giovanna di Castiglia       | Ferdinando II d'Aragona      |  |  |       |  |  |                      |  |  |                    |  |
|                        |                     | Giovanna di Castiglia       | Isabella di Castiglia        |  |  |       |  |  |                      |  |  |                    |  |
| Eleonora d'Austria     |                     | Giovanna di Castiglia       |                              |  |  |       |  |  |                      |  |  |                    |  |
|                        |                     | Ladislao II di Boemia       | Casimiro IV di Polonia       |  |  |       |  |  |                      |  |  |                    |  |
|                        |                     | Ladislao II di Boemia       | Casimiro IV di Polonia       |  |  |       |  |  |                      |  |  |                    |  |
|                        |                     | Ladislao II di Boemia       | Elisabetta d'Asburgo         |  |  |       |  |  |                      |  |  |                    |  |
| Anna Jagellone         |                     | Ladislao II di Boemia       |                              |  |  |       |  |  |                      |  |  |                    |  |
|                        |                     | Anna di Foix-Candale        | Gastone II di Foix-Candale   |  |  |       |  |  |                      |  |  |                    |  |
|                        |                     | Anna di Foix-Candale        | Gastone II di Foix-Candale   |  |  |       |  |  |                      |  |  |                    |  |
|                        |                     | Anna di Foix-Candale        | Caterina di Navarra          |  |  |       |  |  |                      |  |  |                    |  |
|                        |                     | Anna di Foix-Candale        |                              |  |  |       |  |  |                      |  |  |                    |  |